# Большекасаргульский сельсовет
Большекасаргу́льский сельсовет — муниципальное образование в Катайском районе Курганской области Российской Федерации.
Административный центр — село Большое Касаргульское.

## История
В соответствии с Законом Курганской области от 6 июля 2004 года № 419 сельсовет наделён статусом сельского поселения.

## Население
| 1989 | 2002 | 2010 | 2012 | 2013 | 2014 | 2015 |
| ---- | ---- | ---- | ---- | ---- | ---- | ---- |
| 571  | ↘423 | ↘254 | ↘239 | ↘223 | ↘212 | ↘209 |
| 2016 | 2017 | 2018 | 2019 | 2020 |      |      |
| ↘204 | ↘202 | ↘187 | ↘181 | →181 |      |      |

## Состав сельского поселения
| № | Населённый пункт      | Тип населённого пункта       | Население |
| - | --------------------- | ---------------------------- | --------- |
| 1 | Большое Касаргульское | село, административный центр | ↘186      |
| 2 | Митькина              | деревня                      | ↘58       |
| 3 | Павлунина             | деревня                      | ↘10       |

## Известные уроженцы
- Сухарев, Николай Фёдорович (1900—1974) — советский военачальник, генерал-майор.